# Беретта-Молла, Джанна
Джа́нна (Иоанна) Бере́тта-Мо́лла  (итал. Gianna Beretta Molla; 4 октября 1922[…], Маджента, Ломбардия — 28 апреля 1962[…], Монца, Ломбардия) — католическая святая, замужняя женщина, мать четырёх детей, участница Католического движения «Католическое действие» (итал. Azione cattolica).

## Биография
Джанна Беретта-Молла родилась в Мадженте около Милана в многодетной семье Альберто Берета и Марии Де Микели, была их десятым ребёнком из тринадцати.  
В 1939—1942 годах она обучалась в Классическом лицее сестёр святой Доротеи в Генуе. В 1942—1945 годах училась в университетах Милана и Павии на факультете медицины и хирургии. После окончания университета получила диплом хирурга и выбрала педиатрию в качестве основной специализации.  
В 1955 году вышла замуж за инженера Пьетро Молла. У них родилось трое детей. 
В начале четвёртой беременности у Джанны обнаружилась обширная опухоль матки, мешавшая выносить нерождённого ребёнка до конца срока. Джанна выбрала такой вариант хирургического вмешательства, которое позволило сохранить жизнь ребёнка, но при этом не гарантировало спасение её самой, — удаление только самой опухоли, при сохранении и матки, и эмбриона в матке. 21 апреля 1962 года у неё родилась дочь Джанна Эмануэла, а через неделю 28 апреля 1962 Джанна умерла от септического перитонита.

## Канонизация
Папа Иоанн Павел II во время торжественной канонизации Джанны Беретты-Моллы, 16 мая 2004 года, на площади перед Собором Святого Петра в Ватикане, прославил её как «святую матерь семьи». Её дочь Джанна Эмануэлла Молла была там вместе со своим отцом, который потерял сознание от радости, когда услышал об этом.
Имя Джанны Беретты-Моллы стало одним из символов борцов с абортами.